# Бадайак
Бадайа́к (фр. Badailhac, окс. Badalhac) — коммуна во Франции, находится в регионе Овернь. Департамент — Канталь. Входит в состав кантона Вик-сюр-Сер. Округ коммуны — Орийак.
Код INSEE коммуны — 15017.
Коммуна расположена приблизительно в 440 км к югу от Парижа, в 105 км южнее Клермон-Феррана, в 15 км к востоку от Орийака.

## Население
Население коммуны на 2008 год составляло 115 человек.
| 1962 | 1968 | 1975 | 1982 | 1990 | 1999 | 2008 |
| ---- | ---- | ---- | ---- | ---- | ---- | ---- |
| 222  | 224  | 193  | 160  | 136  | 122  | 115  |

## Экономика

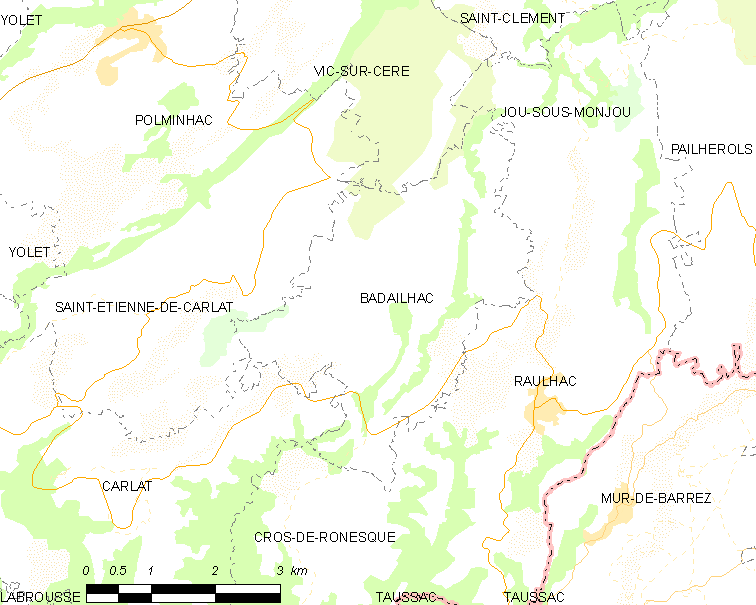
Карта коммуны

В 2007 году среди 67 человек в трудоспособном возрасте (15—64 лет) 52 были экономически активными, 15 — неактивными (показатель активности — 77,6 %, в 1999 году было 56,5 %). Из 52 активных работали 51 человек (33 мужчины и 18 женщин), безработным был 1 мужчина. Среди 15 неактивных 2 человека были учениками или студентами, 7 — пенсионерами, 6 были неактивными по другим причинам.